# Heineken Trophy 1999 - Qualificazioni doppio maschile
Le qualificazioni del doppio maschile dell'Heineken Trophy 1999 sono state un torneo di tennis preliminare per accedere alla fase finale della manifestazione. I vincitori dell'ultimo turno sono entrati di diritto nel tabellone principale. In caso di ritiro di uno o più giocatori aventi diritto a questi sono subentrati i lucky loser, ossia i giocatori che hanno perso nell'ultimo turno ma che avevano una classifica più alta rispetto agli altri partecipanti che avevano comunque perso nel turno finale.
Le qualificazioni del doppio del torneo Heineken Trophy 1999 prevedevano 4 coppie partecipanti di cui una è entrata nel tabellone principale.

## Teste di serie
1. Andrei Pavel /  Davide Sanguinetti (Qualificati)

1. Karsten Braasch /  Markus Menzler (ultimo turno)

## Qualificati
1. Andrei Pavel  /   Davide Sanguinetti

## Tabellone

### Legenda
| - Q = Qualificato - WC = Wild card - LL = Lucky loser | - ALT = Alternate - SE = Special Exempt - PR = Protected Ranking | - w/o = Walkover - r = Ritirato - d = Squalificato |

|  | Primo turno | Primo turno                             | Primo turno                             | Primo turno | Primo turno |  |  | Ultimo turno | Ultimo turno                    | Ultimo turno                    | Ultimo turno | Ultimo turno |  |
|  |             |                                         |                                         |             |             |  |  |              |                                 |                                 |              |              |  |
|  | 1           | Andrei Pavel Davide Sanguinetti         | Andrei Pavel Davide Sanguinetti         | 6           | 7           |  |  |              |                                 |                                 |              |              |  |
|  |             | Kirill Ivanov-Smolensky Orlin Stanojčev | Kirill Ivanov-Smolensky Orlin Stanojčev | 3           | 6           |  |  | 1            | Andrei Pavel Davide Sanguinetti | Andrei Pavel Davide Sanguinetti | 6            | 7            |  |
|  | 2           | Karsten Braasch Markus Menzler          | Karsten Braasch Markus Menzler          | 6           | 6           |  |  | 2            | Karsten Braasch Markus Menzler  | Karsten Braasch Markus Menzler  | 3            | 6            |  |
|  |             | Benoit Carelli Antony Dupuis            | Benoit Carelli Antony Dupuis            | 1           | 3           |  |  |              |                                 |                                 |              |              |  |